# Cascada (M. C. Escher)
Cascada (Waterfall, en neerlandés) es una litografía de M. C. Escher realizada en 1961. Se trata de una de sus obras más famosas, en la que viola las reglas de la perspectiva para plantear una paradoja visual.

## Descripción
El elemento principal de este dibujo de 37,8 x 30,0 cm es un acueducto zigzagueante por el que el agua parece fluir alejándose hacia el fondo de la figura para precipitarse por una cascada que vierte sus aguas en su mismo comienzo, completando un ciclo infinito e imposible.
El agua de la cascada sirve, además, para impulsar la rueda de un molino de manera que el conjunto entero constituye un móvil perpetuo. Esto subraya el carácter paradójico de la obra extendiéndolo, más allá del ámbito geométrico, al de la Hidrodinámica.
El entorno en el que se inserta este conjunto de construcciones es surrealista, muy al estilo del autor. La figura principal se recorta sobre el contorno tenue de la ladera de una montaña recortada en bancales. Se observan, además, dos figuras humanas, una mujer que tiende ropa y un hombre que observa la escena. Existe, además, un jardín con unas plantas que parecen corales y algas desproporcionadas.

## Técnica
La obra constituye uno de los ejemplos más característicos de la técnica de Escher: elaborar obras de arte a partir de determinados efectos ópticos. En esta ocasión, el efecto óptico elegido es uno originado por el problema de la representación del espacio tridimensional sobre la superficie bidimensional de un lienzo: es imposible distinguir un elemento que se extiende hacia el fondo de otro que se eleva si no es a través de ciertos juicios realizados por el cerebro apelando a criterios no únicamente geométricos..
Así, el agua, al no poder ascender, tiene necesariamente que fluir hacia el fondo de la figura. Pero, de repente, el cuadro, al hacer caer el agua en cascada, lanza un poderoso mensaje al cerebro de quien lo observa rompiendo sus certidumbres espaciales.
El resto de los elementos de la obra desempeñan un papel de mero excipiente artístico.

## Gödel, Escher, Bach: un eterno y grácil bucle
El libro Gödel, Escher, Bach de Douglas Hofstadter, libro ganador del Premio Pulitzer en 1979, discute las ideas de autorreferencia y bucles extraños, recurriendo a una amplia gama de fuentes artísticas y científicas, incluido el arte de M. C. Escher. En el libro de Hofstadter hay además un capítulo completo en el que se muestran diferentes trabajos de Escher, incluyendo Cascada. 

## M C ESCHER. El arte de lo imposible
Esta exposición compuesta por más de 130 obras entre xilografías, litografías y grabados procedentes de la M.C. Escher Foundation, fue la primera exposición dedicada a Escher en España.